# Saint Francis (rivière)
Pour les articles homonymes, voir Saint Francis.
 (décembre 2023).
Si vous disposez d'ouvrages ou d'articles de référence ou si vous connaissez des sites web de qualité traitant du thème abordé ici, merci de compléter l'article en donnant les références utiles à sa vérifiabilité et en les liant à la section « Notes et références ».
La Saint Francis est une rivière qui coule dans le sud-est de l'État du Missouri et le nord-est de l'État de l'Arkansas aux États-Unis et un affluent du Mississippi.

## Parcours
La longueur de son cours est de 760 kilomètres.
La rivière Saint Francis contribue au bassin hydrographique du fleuve Mississippi. 
Elle prend sa source dans le comté d'Iron situé sur les montagnes Saint-François des Monts Ozark.
La rivière forme ensuite le lac Wappapello, en raison d'un barrage construit sur son cours en 1941 par le Corps du génie de l'armée des États-Unis. 
Plus en aval, elle traverse la ville de Farmington dans le comté de Saint-François. 
C'est dans le comté de Butler dans les environs de Poplar Bluff que la rivière quitte les contreforts des monts Ozark (nord-ouest) pour la vallée du Mississippi (sud-est). 
Son cours entre dans l'État de l'Arkansas dans le comté de Clay.
Dans le comté de Poinsett, elle reçoit encore une faible partie des eaux des rivières Little et Castor dont les cours sont détournés principalement vers le nord.
La rivière s'écoule par le comté de Saint Francis dont elle a donné son nom, puis le comté de Phillips à une dizaine de kilomètres de la ville de Helena-West Helena.
La rivière Saint Francis se jette dans le fleuve Mississippi dans le comté de Lee.

## Affluents
Autrefois, la rivière Saint-Francis recevait les eaux des rivières Castor et Little, avant que celles-ci soient détournées par le biais d'un canal de dérivation vers le Cap-Girardeau, plus en amont du fleuve Mississippi.
Elle reçoit les eaux de la rivière L'Anguille dans le comté de Lee avant de se jeter à son tour dans le Mississippi.

## Toponymies
Les Amérindiens de la Nation Chactas appelaient cette rivière "Cholohollay". Lors de la période française de la Nouvelle-France et de la Louisiane française, la rivière reçut le nom de "rivière des Chepoussea" du nom d'une tribu amérindienne du Mississippi. Par la suite la rivière prit le nom de "rivière Saint-François" en raison des sources de cette rivière situées dans les montagnes Saint-François au cœur des Monts Ozark. Elle fut dénommée "rio San-Francisco" lors de la courte période espagnole au XVIIIe siècle. Ensuite elle reprit rapidement sa dénomination française. Lors de la vente de la Louisiane aux États-Unis, la rivière devint "Saint Francois river". Enfin en 1899, le United States Board on Geographic Names prit la décision officielle de la renommer "Saint Francis River".